# جيريمياه وايت
جيريمياه وايت (بالإنجليزية: Jeremiah White)‏ (ولد 3 أبريل 1982, بـواشنطن العاصمة) في أمريكي لاعب كرة قدم يلعب لـنادي الاتفاق في دوري المحترفين السعودي.
و الذي يعرف بسرعته ويلعب عادة في مركز الوسط, يلعب أيضاً في مركز المهاجم والظهير أيمن.

## طفولته
جيريمياه وايت التحق مدرسة هارفرد للثانوية، وكان لاعباً في فريق كرة القدم المدرسة.
لعب مع الفئات السنية لفريق اف سي دلكو أثناء دراسته، واحرز جائزة أفضل لاعب بالفريق بينما يزال بالسنة الأخيرة بالثانوية.

## مع المنتخب
وايت انظم للمشاركة مع منتخب الولايات المتحدة الأمريكية في يناير 19، 2008, في مباراة ودية امام السويدي.
القائمة كانت تضم عدداً كبيراً من لاعبي الدوري الأمريكي، مع القليل من اللاعبين من الدوريات الإسكندنافيه. ووايت حل بديلا بالمبارة
فاز المنتخب الأميريكي في المبارة بنتيجة 2-0 

## روابط خارجية
- جيريمياه وايت على موقع الدوري الأمريكي (الإنجليزية)
- جيريمياه وايت على موقع قاعدة بيانات كرة القدم.إي يو (الإنجليزية)
- جيريمياه وايت على موقع ناشيونال فوتبول تيمز (الإنجليزية)